# Fußball-Bezirksklasse Leipzig 1939/40
Die Fußball-Bezirksklasse Leipzig 1939/40 war die siebente Spielzeit der Fußball-Bezirksklasse Leipzig im Sportgau Sachsen. Sie diente als eine von vier zweitklassigen Bezirksklassen als Unterbau der Gauliga Sachsen. Die Meister dieser vier Spielklassen qualifizierten sich für eine Aufstiegsrunde, in der zwei Aufsteiger zur Gauliga Sachsen ausgespielt wurden.
Mit Beginn des Zweiten Weltkrieges stockte zunächst der Spielbetrieb. Die Austragung einer eingleisigen Bezirksklasse wurde zunächst verschoben und später ganz abgesagt. Stattdessen fand der Spielbetrieb zunächst in zwei Abteilungen zu je sechs Teilnehmern im Rundenturnier mit Hin- und Rückspiel statt. Die beiden Abteilungssieger trafen dann in zwei Endspielen um die Bezirksmeisterschaft aufeinander. Wacker Leipzig besiegte TuB Leipzig in Addition der Ergebnisse und qualifizierte sich dadurch für die Aufstiegsrunde zur Gauliga Sachsen 1940/41. Anders als in der Vorsaison konnte Wacker die Aufstiegsrunde diesmal erfolgreich gestalten und kehrte nach drei Jahren in die Erstklassigkeit zurück. Der SV Viktoria Leipzig und die Sportfreunde Neukieritzsch stiegen nach dieser Spielzeit in die 1. Kreisklasse ab. 

## Abteilung 1
| Pl. | Verein                    | Sp. | Tore  | Quote | Punkte |
| --- | ------------------------- | --- | ----- | ----- | ------ |
| 1.  | Wacker Leipzig            | 10  | 50:12 | 4,17  | 18:20  |
| 2.  | Sportfreunde Markranstädt | 10  | 42:22 | 1,91  | 15:5   |
| 3.  | Sportvereinigung Leipzig  | 10  | 24:23 | 1,04  | 11:9   |
| 4.  | SV Tapfer 06 Leipzig (N)  | 10  | 26:49 | 0,53  | 08:12  |
| 5.  | SV Helios Leipzig (N)     | 10  | 30:38 | 0,79  | 06:14  |
| 6.  | SV Viktoria Leipzig       | 10  | 21:49 | 0,43  | 02:18  |

| (N) | Aufsteiger aus der 1. Kreisklasse |

## Abteilung 2
| Pl. | Verein                      | Sp. | Tore  | Quote | Punkte |
| --- | --------------------------- | --- | ----- | ----- | ------ |
| 1.  | TuB Leipzig                 | 10  | 45:15 | 3,00  | 16:4   |
| 2.  | SpVgg 1899 Leipzig-Lindenau | 10  | 39:16 | 2,44  | 15:5   |
| 3.  | VfB Zwenkau 02              | 10  | 33:27 | 1,22  | 11:90  |
| 4.  | Sportfreunde Leipzig        | 10  | 24:38 | 0,63  | 08:12  |
| 5.  | SV Eintracht Leipzig        | 10  | 18:29 | 0,62  | 05:15  |
| 6.  | Sportfreunde Neukieritzsch  | 10  | 15:49 | 0,31  | 05:15  |

| (N) | Aufsteiger aus der 1. Kreisklasse |

## Entscheidungsspiel Bezirksmeisterschaft
|                                     | Gesamt |                                  | Hinspiel | Rückspiel |
| ----------------------------------- | ------ | -------------------------------- | -------- | --------- |
| Wacker Leipzig (Sieger Abteilung A) | 6:4    | TuB Leipzig (Sieger Abteilung B) | 1:2      | 5:2       |